# Caritas Socialis

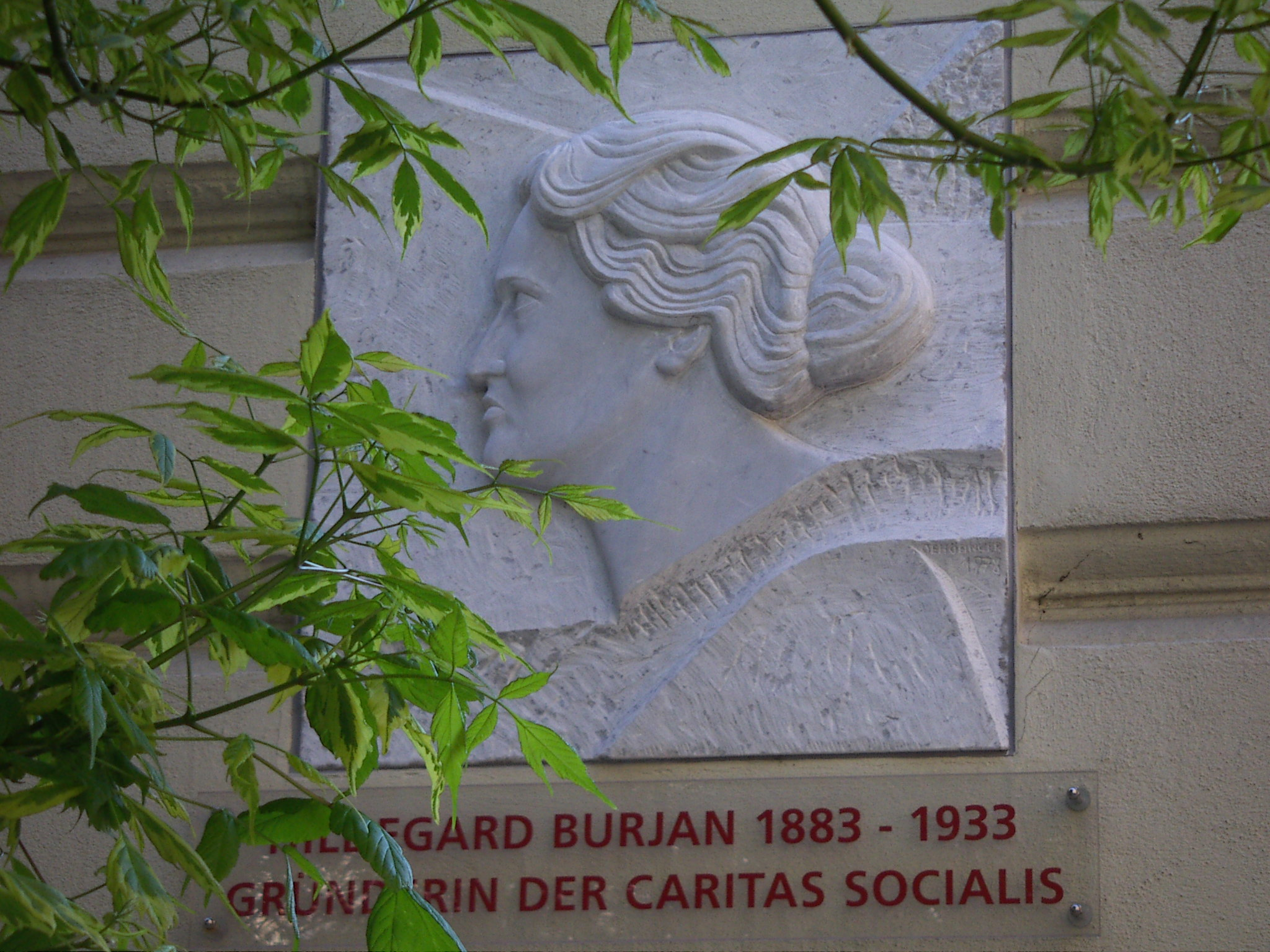
Gedenktafel für Hildegard Burjan, Gründerin der Caritas Socialis

Caritas Socialis (Ordenskürzel CS) ist ein katholischer Frauenorden.
Heute führt die Schwesterngemeinschaft Pflege- und Betreuungseinrichtungen für chronisch kranke, hochbetagte und unheilbar kranke Menschen sowie Kindergärten, ein Wohnheim für Mütter und Kinder und einem sozialen Hilfs- und Beratungsdienst. Bekannt ist die Caritas Socialis vor allem durch das CS Hospiz Rennweg in Wien und die Spezialisierung auf die Betreuung von Menschen mit Demenz bzw. Menschen mit Multipler Sklerose.

## Geschichte
Die Gemeinschaft wurde am 4. Oktober 1919 von Hildegard Burjan mit Unterstützung des Prälaten Ignaz Seipel in Wien als geistliche Schwesterngemeinschaft mit dem Anspruch, soziale Nöte zu lindern, gegründet. Diese ging aus dem 1918 errichteten Verein „Soziale Hilfe“ hervor. Die Gemeinschaft wurde am 10. Juni 1936 kanonisch errichtet und erhielt am 2. Februar 1960 die päpstliche Anerkennung. Um langfristig den Bestand der Einrichtungen unabhängig von der Schwesterngemeinschaft zu sichern, wurde eine gemeinnützige Privatstiftung gegründet: 2002 wurde von der Schwesterngemeinschaft die Caritas Socialis gemeinnützige Privatstiftung gegründet und die Einrichtungen eingebracht. Die Einrichtungen gliedern sich heute in Einrichtungen, die in GmbHs organisiert sind, die alle mit 1. Januar 2002 in die Caritas Socialis Gemeinnützige Privatstiftung eingebracht wurden.
Zweck der Privatstiftung ist alleinig die Unterstützung und langfristige Sicherung des Fortbestandes von Einrichtungen der Caritas Socialis: zum Beispiel des CS Hospiz Rennweg, der CS Pflegezentren, der Multiple Sklerose- bzw. Demenz-Betreuungseinrichtungen (Tageszentren, stationäre Einrichtungen), des CS Wohnheim für Mutter und Kind, der Kindergärten sowie die Entwicklung neuer Projekte.
Geistliche Schwestern und weltliche Mitarbeiter, zum Teil ehrenamtlich arbeiten in der Caritas Socialis. Zu einem Teil wird die Hospizbegleitung für Menschen mit Demenz und die Arbeit des CS Hospiz Rennweg von Spenderinnen und Förderern ermöglicht. Hildegard Burjan wurde am 29. Jänner 2012 im Wiener Stephansdom seliggesprochen.
2019 feiert die Caritas Socialis ihr 100-jähriges Bestehen. Das Motto des Jubiläumsjahres „100 Jahre CS“ menschen.leben.stärken drückt das Anliegen der Caritas Socialis aus, dem Menschen in seiner Verletzlichkeit zu begegnen und zu bestärken.

## CS Schwesterngemeinschaft
CS Schwestern leben und arbeiten heute in Österreich, Deutschland, Südtirol, Ungarn und Brasilien. Einige Schwestern tragen ein dunkelblaues Kleid und als Abzeichen ein weißes Kreuz auf blauem Grund mit den Buchstaben „CS“. Die außerordentliche Generalversammlung 1971 besann sich auf den Gedanken Hildegard Burjans, keine Ordenskleidung einzuführen. Älteren Schwestern, die das blaue Ordenskleid schon lange trugen, wurde freigestellt, zivile Kleidung oder Ordenskleidung zu tragen. Neu eintretende Schwestern erhalten bei der Aufnahme in die zweite Probezeit das Kreuz mit den Buchstaben CS als gemeinsames Zeichen.
Nach der Gründung standen die Altenbetreuung, der Mädchenschutz, der Wiederaufbau der Bahnhofsmission und die Fürsorge für Gefährdete im Vordergrund. Beim „St.-Elisabeth-Tisch“ erhielten Menschen warmes Essen, der „Krankentisch“ brachte das Essen für Kranke und Alleinstehende ins Haus. Die Schwerpunkte lagen bei der Familien- und Altenhilfe, Hospizarbeit, Jugendarbeit, Lebens- und Sozialberatung, dem Schutz für das ungeborene Leben und in der Unterstützung von Alleinerzieherinnen. Sr. Hildegard Teuschl CS leitete bis 1998 die Lehranstalt der Caritas für Sozialberufe in Wien. Danach widmete sie sich dem Auf- und Ausbau der Hospizbewegung in Österreich und war die erste Präsidentin des Dachverbands Hospiz Österreich.
Am 21. Juni 1998 besuchte Papst Johannes Paul II. das Hospiz Rennweg der CS (3. Wiener Gemeindebezirk) und hielt eine Ansprache an alle, die in der Welt der Krankheit und des Leidens leben und arbeiten.

## Aktivitäten
Die Schwesterngemeinschaft konzentriert ihre Hilfe im 21. Jahrhundert an den Lebensanfang und dessen Ende mit Spezialeinrichtungen für Kinder und Alleinerzieherinnen sowie für an Alzheimer und Multiple Sklerose Erkrankte und für Menschen mit unheilbaren Krebserkrankungen. Maßgeblich hat die Schwesterngemeinschaft an der Verbreitung des Hospizgedankens und der Palliative Care in Österreich in den 1980er-Jahren Anteil gehabt. Ebenso ist die Auseinandersetzung mit Spiritualität und Wertemanagement ein Anliegen der CS-Schwestern.
Geführt werden alle Einrichtungen in einer gemeinnützigen Privatstiftung, in der rund 850 Mitarbeiter, 580 ehrenamtliche Mitarbeiter, 450 Praktikanten und 80 mithelfen (Stand 2018).

## Spezialisierungen

### Alzheimer- und Demenzbetreuung
Im Rahmen des Pflege- und Betreuungsnetzes können spezialisierte Alzheimer/Demenzbetreuungsangebote
- teilweise in den CS Tageszentren für Senioren und
- rund um die Uhr in den spezialisierten Langzeitbetreuungseinrichtungen (Wohnbereiche, CS Wohngemeinschaft für Menschen mit Demenz)

in Anspruch genommen werden.

### Multiple-Sklerose-Betreuung
Das Multiple-Sklerose-Tageszentrum und die neurologische Langzeitstation sind Teile der CS Rennweg. Das MS-Tageszentrum ist einzigartig in Europa und bietet Möglichkeiten Therapie und Gemeinschaftserleben tagsüber zu verbinden. Die neurologische Langzeitstation und die Betreuung zu Hause arbeiten eng mit dem Tageszentrum zusammen und schaffen so einen optimalen Transfer zwischen den verschiedenen Gliedern des CS-Pflegenetzes.

### Hospizkultur und Mäeutik
Die bekannteste Einrichtung der Caritas Socialis ist das CS Hospiz Rennweg. Unter einem Dach werden eine Palliativstation, das Mobile Palliativteam, das Hospizteam der Ehrenamtlichen, eine Beratungsstelle und Der Rote Anker geführt. Gemeinsam ermöglichen sie unheilbar kranken Menschen und deren Angehörigen Lebensqualität bis zuletzt.

## Einrichtungen
- CS Beratungsservice Pflege und Demenz
- CS Betreuung zu Hause
- CS Tageszentren für Senioren
- CS Tageszentren für Menschen mit Demenz/CS Alzheimer Tageszentren
- Multiple Sklerose Tageszentrum
- Wohnbereiche für stationäre Langzeitpflege
- Wohnbereiche für Menschen mit Demenz in der stationäre Langzeitpflege
- neurologische Langzeitpflegestation (MS Multiple Sklerose)
- Wohnen bei der CS (kleine überschaubare Wohnungen, seniorInnengerecht, in unmittelbarer Nähe der CS Pramergasse)
- CS Hospiz Rennweg
- Sozial Pastorale Dienste
- CS Kindergärten
- CS Beratungsdienst
- CS Haus für Mutter und Kind (MUKI)
- Offener Mittagstisch

## Auszeichnungen
- Juni 1998: Sr. Hildegard Teuschl CS: Goldenes Ehrenzeichen für Verdienste um die Republik Österreich (1952)
- Juni 2003: Tagebuchplakataktion des CS-Hospiz Rennweg Gesundheitspreis der Stadt Wien
- Juni 2003: Initiative „Taten statt Worte“ und die Frauenakademie alpha verliehen den Preis des frauen- und familienfreundlichsten Wiener Betriebes 2003 an die Caritas Socialis
- Feb. 2004: CS-Pflege- und Sozialzentren: frauen- und familienfreundliche Wiener Betriebe 2003
- Nov. 2004: Sr. Hildegard Teuschl CS erhielt den Kardinal-König-Preis
- Sept. 2006: Sr. Hildegard Teuschl CS erhielt den Felix-Ermacora-Menschenrechtspreis
- März 2008: Sr. Hildegard Teuschl CS erhielt den Liese-Prokop-Preis für besonderes Engagement für Mitmenschen
- April 2008: Sr. Hildegard Teuschl CS erhielt von der CS Caritas Socialis gemeinnützigen Privatstiftung den Hildegard Burjan-Ehrenpreis
- Nov. 2008: Wohnheim für Menschen mit Demenz: Österreichischer Pflegepreis (2. Platz)
- Dez. 2008: Konzept CS Wohngemeinschaften für Menschen mit Demenz: Gesundheitspreis der Stadt Wien (1. Platz in der Kategorie Gesundheitsförderung)
- Feb. 2009: Anzeige „Leeres Blatt“: ADGAR-Anzeige des Jahres 2008, 1. Platz in der Kategorie Social Advertising
- Mai 2009: Sr. Hildegard Teuschl CS, für ihr Lebenswerk: Lazarus-Ehrenpreis
- Nov. 2010: Der Rote Anker: 3. Platz beim Gesundheitspreis der Stadt Wien
- Juli 2010:
  - Tagebuch-Plakat CS Hospiz Rennweg: Bronzene Venus
  - Fernseh-Werbespot CS Hospiz Rennweg "Gott: Creativ Club Austria
- Nov. 2011: Projektarbeit Ethische Bewohner-Besprechung: 1. Platz Österreichischer Altenpflegepreis Teleios 2011
- Dez. 2011: Beratungsstelle des CS Hospiz Rennweg: 3. Platz beim Gesundheitspreis der Stadt Wien 2011 für